# Lizard (Album)
Lizard ist das dritte Studioalbum der Progressive-Rock-Band King Crimson. Es erschien im Dezember 1970 bei Island Records.

## Entstehungsgeschichte
Nach dem Vorgängeralbum In the Wake of Poseidon stiegen Greg Lake, der gemeinsam mit Carl Palmer und Keith Emerson ELP gründete, und die Brüder Michael und Peter Giles aus, als Ersatz wurden Gordon Haskell, der bereits auf In the Wake of Poseidon zu hören ist, und Andy McCulloch in die Band geholt. Diese Besetzung war nur von kurzer Dauer, da Haskell sich mit dem experimentellen Stil der Band nicht anfreunden konnte und sie bereits kurz nach dem Ende der Aufnahmen wieder verließ.

## Stil
Verglichen mit den beiden ersten Alben ist Lizard deutlich mehr vom Jazzrock beeinflusst. Durch den verstärkten Einsatz akustischer Instrumente wird auf dem Album eine surreale Stimmung erzeugt.
In dem über 20-minütigen Titelstück sind neben den auch für spätere King-Crimson-Alben typischen Free-Jazz-Improvisationen Einflüsse aus dem Bolero und der Zirkusmusik (Big Top) zu hören.

## Rezeption
Lizard wird oft als eins der besten, jedoch auch als eins der am schwersten zugänglichen King-Crimson-Alben bezeichnet. So schrieb Bruce Eder im Allmusic Guide:

“At the time of its release, some critics praised Lizard for finally breaking with the formula and structure that shaped the two preceding albums, but overall it's an acquired taste.”

„Zum Zeitpunkt seiner Veröffentlichung priesen einige Kritiken Lizard dafür, endlich mit der Struktur der beiden vorigen Alben gebrochen zu haben, aber es ist insgesamt [eher] etwas für Kenner.“

Robert Fripp selbst nannte Lizard später ein „unhörbares“ Album:

“Overall, the album is unlistenable. Our remastering shows just how unlistenable. I am unable to recommend that anyone part with their hard-earned pay for this one, unless they want to take it to parties and play it at unwelcome guests. There are some “Lizard” lovers, I know. They must be very strange.”

„Insgesamt ist das Album unhörbar. Unser Remastering zeigt nur, wie unhörbar. Ich kann nicht empfehlen, dass irgendjemand mit seinem hart verdienten Geld für dieses [Album] bezahlt, es sei denn, um es auf Feiern mitzunehmen und unwillkommenen Gästen vorzuspielen. Es gibt einige „Lizard“-Liebhaber, ich weiß. Sie müssen sehr wunderlich sein.“

## Titelliste
1. Cirkus (including Entry of the Chameleons) – 6:28
2. Indoor Games – 5:41
3. Happy Family – 4:16
4. Lady of the Dancing Water – 2:44
5. Lizard
a. Prince Rupert Awakes – 4:36
b. Bolero – The Peacock's Tale – 6:39
c. The Battle of Glass Tears – 10:58
d. Big Top – 1:13

40th Anniversary Edition
Im Jahr 2009 erschien im Rahmen der 40th Anniversary Series eine Box mit einer Audio-CD und einer DVD-Audio. Die Audio-CD enthält die Titel in einer überarbeiteten Stereoabmischung und die drei Bonus-Titel Lady Of The Dancing Water (alternate take), Bolero (from Frame by Frame) und Circus (studio run through with guide vocal from original sessions). Die Audio-DVD enthält alle Titel der Audio-CD im hochaufgelösten Stereoformat MLP Lossless Stereo (24/96) bzw. PCM Stereo 2.0 und im Mehrkanalformat DTS 5.1 bzw. MLP Lossless 5.1 Surround. Zusätzlich findet sich auf der DVD eine ursprüngliche originale Abmischung des Albums. Für alle Überarbeitungen im Stereo- und Mehrkanalformat zeichnet Steven Wilson verantwortlich.